# 大門隼人
大門 隼人（だいもん はやと、1979年8月22日 - ）は、日本のラグビー選手。

## プロフィール
- 北海道出身[1]。
- ポジションはウィング(WTB)。
- 身長 180cm、体重 87kg
- 日本代表キャップは2。（2016年11月現在）
- 関西代表に選ばれたことがある[2]。

## 略歴
1998年、中標津高校卒業後、筑波大学に入る。
2002年、筑波大学卒業後、神戸製鋼（現・神戸製鋼コベルコスティーラーズ）に加入。
2007年、豊田自動織機シャトルズに加入。
2013年、豊田自動織機シャトルズを退団した。